# La Torre Oscura II: la llegada de los tres
La llegada de los tres (The drawing of the three, originalmente publicado en español como La invocación) es el segundo libro en la serie de novelas de La Torre Oscura, escrito por Stephen King y publicado por Grant en 1987. La serie fue inspirada por el poema Childe Roland to the Dark Tower Came, de Robert Browning. La historia es una continuación de El Pistolero y sigue a Roland de Gilead y su búsqueda de la Torre Oscura. El subtítulo de la novela es RENOVACIÓN.

## Argumento
El libro comienza menos de 7 horas después del final de El Pistolero, luego de que el Hombre de Negro describiera el destino del pistolero usando cartas de tarot. Roland despierta en una playa, donde es atacado por una extraña criatura parecida a una langosta, a la cual llama "langostruosidad". Aunque logra matar a la criatura, pierde los dedos índice y corazón de su mano derecha y la mayor parte del pulgar de su pie derecho; esto complica las cosas ya que ahora sólo puede usar una única pistola. Además, sus heridas se infectan por el veneno de la criatura. Hirviendo de fiebre y perdiendo fuerzas, Roland continúa su marcha hacia el norte por la playa, donde finalmente encuentra tres puertas. Cada puerta se abre a la ciudad de Nueva York en diferentes épocas (1987, 1964 y 1977, respectivamente) y Roland, pasando a través de ellas, trae a su mundo a los compañeros que se le unirán en su búsqueda de la Torre Oscura.
La primera puerta (marcada como "el Prisionero") trae a Eddie Dean, un adicto a la heroína, que se encuentra contrabandeando cocaína para el narcotraficante Enrico Balazar. Como Eddie vio que se dirigía rumbo ya fuera a un pozo más profundo en su adicción (gracias a su hermano), o a la cárcel (a causa del gobierno) o a algo peor (debido a Balazar), decide arriesgarse siguiendo a Roland, aunque con varias dudas que suele expresar mediante arrebatos de furia. En esta experiencia Roland aprende que puede transportar objetos a través de las puertas, gracias a eso obtiene penicilina con la cual mitiga el veneno de la "langostruosidad".
La segunda puerta (marcada como "la Dama de las Sombras", llamada así por sus personalidades múltiples y sus muchas sombras metafóricas) revela a Odetta Holmes, una mujer negra que, como muchos de sus contemporáneaos, participa en el movimiento por los derechos civiles. Es muy rica y ha perdido sus piernas como resultado de un accidente en el metro. Odetta es totalmente inconsciente de que tiene una personalidad alternativa, una mujer llena de odio y malicia llamada Detta. Roland y Eddie deben enfrentarse a ambas personalidades cuando el cuerpo de Odetta es arrastrado a la fuerza al mundo del pistolero.

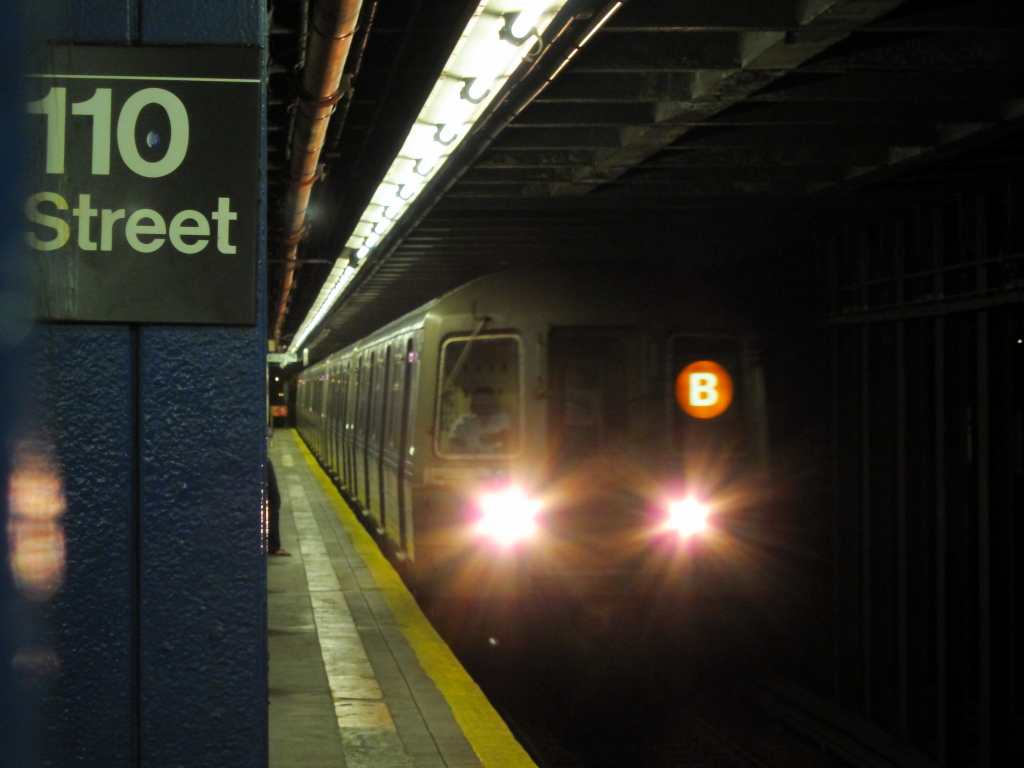
En el metro de Nueva York tienen lugar varios momentos decisivos

La tercera puerta que encuentra Roland no lleva a un nuevo compañero sino a un nuevo adversario: Jack Mort ("el que empuja" o "la Muerte"), un sociópata que siente placer sádico al herir y matar extraños al azar, y el responsable del trauma craneal que creó a Detta Walker, la pérdida de las piernas de Odetta/Detta y la muerte de Jake Chambers. El asesinato de Jake por parte de Mort llevó a que el chico apareciera durante El Pistolero. Las decisiones tomadas por Roland durante su encuentro con Mort resultan cruciales para los eventos que luego se plantean en la serie. El encuentro resulta en la muerte de Jack Mort y en la fusión de las personalidades de Odetta y Detta para formar una tercera mujer, quien a partir de entonces será llamada Susannah. A pesar de que el pistolero no trae a "el que empuja" a su propio mundo (como sería pensado basándose en lo que sucedió con las dos puertas anteriores), su búsqueda de la Torre Oscura no está perdida, porque Roland sí trae a su tercera persona. La misma es Susannah, el resultado de la fusión de las mentes de Odetta y Detta.
A través de sus acciones tanto en su mundo como en el del otro lado de las puertas, Roland salva a Eddie y a Susannah. Salva a Eddie sacándolo de su adicción y trayendo a Susannah, a quien Eddie ama. Salva a Susannah ayudándola a fusionar sus anteriores personalidades, Odetta Holmes y Detta Walker, en una única personalidad más fuerte, Susannah Dean. Ambos deben su vida a Roland, y Roland es totalmente consciente de que quizás deba sacrificarlos para llegar a la Torre.
Cada una de estas personas es esencial para que Roland pueda continuar su viaje. Juntos, son parte de lo que se define como un ka-tet, que significa "uno compuesto de muchos" y "que comparten un mismo destino".
- Datos: Q1256948